# Acidente do Beechcraft 1900C em Miami
Em 11 de fevereiro de 2015, um avião bimotor,  modelo Beechcraft 1900, de propriedade particular, com capacidade para 19 pessoas, caiu logo após decolar do Aeroporto Executivo de Miami, também chamado de Aeroporto Kendall-Tamiami, com 4 pessoas a bordo, sendo 3 tripulantes e 1 passageiro. O bimotor tinha destino as Ilhas Turcas e Caicos, no oceano Atlântico. Não houve sobreviventes

## O Voo
O aparelho bimotor Beechcraft 1900, prefixo YV1674, com destino as Ilhas Turcas e Caicos, contava com uma experiente tripulação. A aeronave era de propriedade do Servicio Pan Americano de Protección, uma empresa de segurança da Venezuela. 

## Acidente
O avião havia decolado do Aeroporto Executivo de Miami quarta-feira, 11 de fevereiro, mais cedo e estava indo para o Aeroporto Internacional de Providenciales, nas Ilhas Turcas e Caicos, quando caiu em torno de 14:30. Logo após a decolagem, a tripulação do voo notou uma falha em um dos motores da aeronave. 
O piloto entrou em contato com a torre de controle do Aeroporto Executivo de Miami para iniciar o trabalho de retorno a pista. Porém, a cerca de 4 km do aeroporto a aeronave perdeu o sinal, caindo perto do cruzamento da avenida Krome com a Rua 144 Sudoeste no Condado de Miami-Dade. Cerca de 500 litros de combustível estavam a bordo da aeronave, o que acarretou em um grande incêndio que teve que ser controlado por equipes de bombeiros. 
Os 4 ocupantes da aeronave morreram. Não houve feridos em solo. 

## Passageiros e tripulantes
A bordo da aeronave estavam 3 tripulantes. O piloto do voo era o experiente capitão Raul Chirivella, 52 anos. Também no avião estava o co-piloto Roberto Cavaniel, junto com Juan Carlos Betancourt. Todos os três eram da Venezuela. Um amigo da família disse ao canal de televisão NBC que  o grupo estava nos Estados Unidos à procura de peças de avião para levar de volta para a Venezuela, após uma passagem pelas Ilhas Turcas e Caicos, no Atlântico. O único passageiro da aeronave não foi identificado.